# Кумтиын
Кумтиы́н (ранее — Ильи́ч, каз. Құмтиын) — село в Жамбылском районе Жамбылской области Казахстана, входит в состав Каракемерского сельского округа. Код КАТО — 314046400.

## География
Село расположено в северо-западно-центральной части Жамбылского района, в 4 километрах к западу от районного центра села Аса, в 4 километрах к югу от административного центра сельского округа села Каракемер. Ближайшая железнодорожная станция Аса (село Аса) — расположена в 4 километрах к юго-востоку от села (по дороге — 5,9 км. Соседние населённые пункты: Каракемер в 4 километрах к северу, Шокай в 3 километрах к юго-западу, Аса в 4 километрах к востоку, Бирлесу-Енбек в 5 километрах к юго-востоку. Транспортное сообщение осуществляется по автодороге КН-2. Высота центра населённого пункта — 498 метров над уровнем моря.

## Население
| Численность населения | Численность населения | Численность населения |
| 1989                  | 1999                  | 2009                  |
| --------------------- | --------------------- | --------------------- |
| 799                   | ↘617                  | ↗738                  |